# Ісак Торвальдссон
Ісак Снер Торвальдссон (ісл. Ísak Snær Þorvaldsson, нар. 1 травня 2001, Мосфелльсбайр, Ісландія) — ісландський футболіст, вінгер норвезького клубу «Русенборг» та національної збірної Ісландії.
На правах оренди грає в клубі «Брєйдаблік».

## Ігрова кар'єра

### Клубна
Займатися футболом Ісак почав в Ісландії в місцевому клубі «Афтурельдінг». У 2017 році він приєднався до клубної академії англійського «Норвіч Сіті». Перед сезоном 2019/20 футболіста внесли в заявку першої команди. Та вже в січні 2020 року футболіста відправили в оренду в клуб «Флітвуд Таун».
У липні 2020 року Ісак на правах річної оренди приєднався до шотландського «Сент-Міррен», та провів в команді лише два матчі, після чого оренда була перервана. А сам футболіст перейшов до ісландського «Акранеса», де закінчив сезон 2020 року та повністю провів 2021 рік.
У січні 2022 року Ісак остаточно залишив «Норвіч Сіті» і приєднався до ісландського «Брєйдабліка», з яким підписав трирічний контракт. Сезон 2023 року футболіст почав у складі норвезького «Русенборга», та вже через рік повернувся до «Брєйдабліка» на правах оренди.

### Збірна
З 2017 року Ісак Торвальдссон виступав за юнацькі та молодіжну збірні Ісландії.
У листопаді 2022 року в товариському матчі проти Саудівської Аравії Ісак дебютував в національній збірній Ісландії.